# Beechcraft Baron
Beechcraft Baron – amerykański, lekki dwusilnikowy samolot turystyczny, zaprezentowany w 1961 roku przez Beech Aircraft Corporation (obecnie Hawker Beechcraft).
Samolot może pomieścić pilota i pięciu pasażerów. 65 samolotów Beechcraft Baron było wykorzystywanych przez Siły Powietrzne Stanów Zjednoczonych jako samoloty treningowe pod nazwą T-42 Cochise.